# Jagdstaffel 31
La Jagdstaffel 31 (in tedesco: Königlich Preußische Jagdstaffel Nr 31, abbreviato in Jasta 31) era una squadriglia (staffel) da caccia della componente aerea del Deutsches Heer, l'esercito dell'Impero tedesco, durante la prima guerra mondiale (1914-1918).

## Storia
Originariamente creata al FEA (Fliegerersatz-Abteilung) 11 a Breslavia il 14 dicembre 1916, fu mobilitata l'8 febbraio 1917 al comando del Leutnant Werner Albert, del KG2/11, a Mars-sous-Bourcq nel settore della 3ª Armata. La Jasta 31 conseguì la sua prima vittoria il 3 marzo 1917 ad opera del Leutnant Albertil quale portò il totale delle sue vittorie a 4 prima di essere abbattuto da uno SPAD sopra Vaudesincourt il 10 maggio successivo. Con la morte di Albert, il comando della Jasta fu assegnato all'Oberleutnant Gunther Viehweger proveniente dalla Jasta 17. Trasferito il 6 settembre, al comando della Jasta fu assegnato a Leutnant Zech (3 vittorie), dalla Jasta 1. 
L'11 settembre la Jasta fu trasferita sul Fronte italiano. Nel corso del suo impiego in Italia, tra il 25 ottobre e il 20 febbraio, operò principalmente con Albatros D.V, conseguendo 14 vittorie.

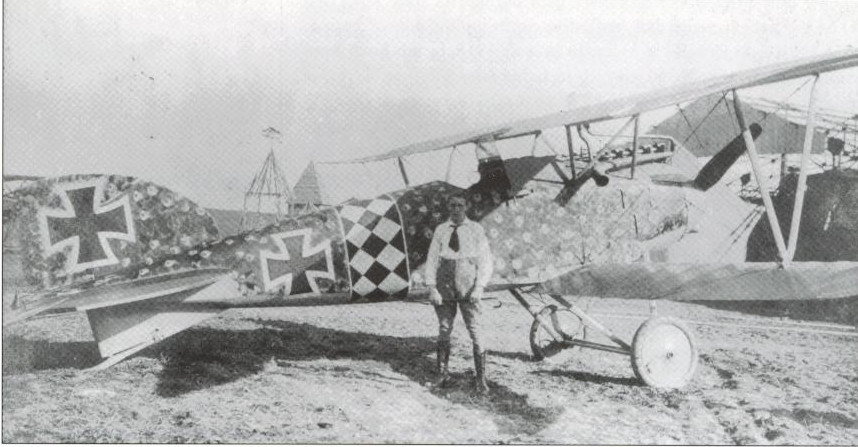
L'Albatros D.V (OAW) D2090/16 di Fritz Jacobsen della Jasta 31 ripreso nell'estate 1917, prima del trasferimento sul Fronte Italiano

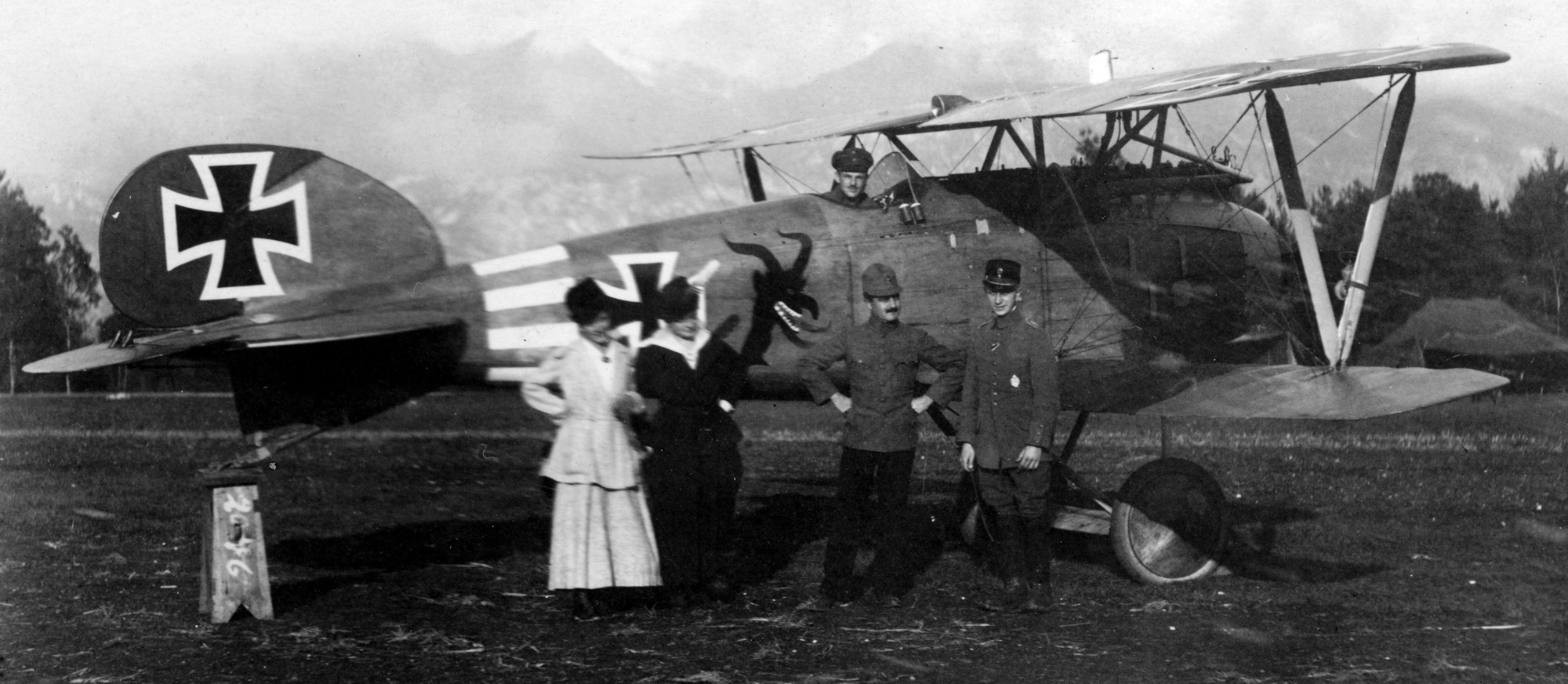
Albatros D.III (OAW) della Jasta 31 pilotato dal Vzfw Boldt

Rientrata l'unità in servizio sul fronte occidentale, Zech fu promosso e lasciò il comando il 18 maggio 1918 al suo successore, Oberleutnant Robert Blumenbach proveniente dalla Jasta 12.
Il 2 ottobre gli successe l'Hauptmann Eduard Seldner proveniente dalla Jasta 37.
Alla cessazione delle ostilità, la Jasta 31 aveva conseguito un totale di 35 vittorie, cinque palloni da osservazione. Le perdite della squadriglia ammontarono a 9 piloti uccisi, 6 feriti, 2 morti e 2 feriti per incidenti.
Solo un asso figura tra i piloti appartenenti all'unità, nonostante che altri due piloti, Ltn Albert e Vzfw Amschl rivendicarono cinque abbattimenti ma se ne videro confermare rispettivamente solo quattro e tre.

## Lista dei comandanti della Jagdstaffel 31
Di seguito vengono riportati i nomi dei piloti che si succedettero al comando della Jagdstaffel 31.
| Grado        | Nome              | Periodo                           |
| ------------ | ----------------- | --------------------------------- |
| Leutnant     | Werner Albert     | sconosciuto - 10 maggio 1917      |
| Oberleutnant | Gunther Viehweger | 10 maggio 1917 - 6 settembre 1917 |
| Leutnant     | Zech              | 6 settembre 1917 - 18 maggio 1918 |
| Oberleutnant | Robert Blumenbach | 18 maggio 1918 - 2 ottobre 1918   |
| Hauptmann    | Eduard Seldner    | 2 ottobre 1918 - novembre 1918    |

## Lista delle basi utilizzate dalla Jagdstaffel 31

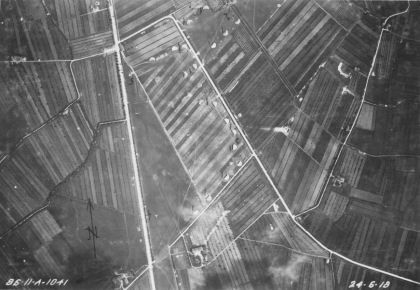
il campo di aviazione di San Giacomo di Veglia sede della Jasta 31 in Italia

- Mars-sous-Bourcq, Francia, 8 febbraio 1917 – sconosciuta
- Guesnain, Francia
- Houplin, Francia
- Bavikhove, Belgio
- Auritz (Bled), Slovenia, 20 settembre - 2 novembre 1917
- Udine, Italia, 3 - 11 novembre 1917
- Aeroporto di Aviano, Italia, 15 - 19 novembre 1917
- San Giacomo di Veglia, Italia, 19 novembre - 2 gennaio 1918
- San Fior, Italia, 3 gennaio - 13 marzo 1918
- Bergnicourt, Francia
- St.-Loup-Champagne, Francia
- Guise, Francia

## Lista degli assi che hanno prestato servizio nella Jagdstaffel 31
Di seguito vengono elencati i nomi dei piloti che hanno prestato servizio nella Jagdstaffel 31 con il numero di vittorie conseguite durante il servizio nella squadriglia e riportando tra parentesi il numero di vittorie aeree totali conseguite.
| Asso               | Vittorie |
| ------------------ | -------- |
| Sylvester Garsztka | 6        |
| Alwin Thurm        | 4 (5)    |
| Fritz Jacobsen     | 2 (8)    |
| Ltn. Richard Wenzl | 1 (12)   |
| Kurt Jacob         | 1 (7)    |

## Lista degli aerei utilizzati dalla Jagdstaffel 31
- Albatros D.V